# زمینه‌های قیمت

## زمینه‌های قیمت
اساس  تحلیل تکنیکی تقریباً به‌طور کامل روی تجزیه و تحلیل قیمت و حجم معاملات اوراق بهادار استوار شده‌است. شاخصه‌های قیمتی و دامنه‌های مربوط به آن به وجود آورنده صدها ابزار تحلیل تکنیکی هستند که بدون آن  بررسی روابط، نسبتهای قیمت، روندها، آرایش قیمت‌ها و ... امکان‌پذیر نخواهد بود. شناخت و بهره‌گیری از ابزارهای تکنیکی و کلیدهای مطرح شده با استفاده از زمینه‌ها و شاخصه‌های قیمتی زیر امکان‌پذیر خواهد شد:

## قیمت باز
قیمتی است که برای نخستین دادوستد در یک دوره زمانی در نظر گرفته می‌شود. مثلا اولین معامله در یک روز خاص. هرگاه قیمت‌های روزانه را بررسی می‌کنیم، قیمت باز شدن اهمیت ویژه‌ای می‌یابد، زیرا قیمت باز توافقی است که در جریان اجماع همه افراد ذینفع دادوستد پدیدار می‌شود. برای این منظور تمام افراد و شرکت‌کنندگان در بازار در مورد قیمت باز شدن یک سهم به توافق می‌رسند و آنگاه قیمت باز، آغازکننده نخستین معاملات یک روز یا یک دوره معین خواهد بود.

## قیمت بالا
قیمت بالا در واقع قیمتی است که سهم در طی دوره زمانی دادوستد به بالاترین سطح رسیده‌است. این نقطه (بالاترین قیمت) جایی است که فروشندگان بیشتری نسبت به خریداران وجود داشته‌است. توجه داشته باشید که همواره فروشندگان تمایل دارند در قیمت‌های بالا بفروشند و از این رو مقادیر عرضه و تعداد عرضه‌کنندگان در این نقطه (قیمت بالا) افزایش می‌یابد. همچنین قیمت بالا نمایانگر آن است که این نقطه، بالاترین قیمتی است که خریداران حاضر به خرید در طی آن دوره زمانی بوده‌اند. به بیان دیگر قیمت بالا نشان می‌دهد که خریداران تا این قیمت در این دوره زمانی تمایل به خرید داشته‌اند.

## قیمت پایین
قیمت پایین قیمتی است که سهم در طی دوره زمانی دادوستد به پایین‌ترین سطح خود رسیده‌است. در این نقطه(قیمت پایین) خریداران بیشتری نسبت به فروشندگان وجود دارد. بدیهی است که همواره خریداران تمایل دارند که در قیمت‌های پایین تر اقدام به خرید نمایند و بر اساس این انگیزه در قیمت پایین تعداد و مقادیر تقاضا افزایش می‌یابد. همچنین قیمت پایین نشان می‌دهد که این نقطه، پایین‌ترین قیمتی است که فروشندگان در طی آن دوره زمانی، حاضر به فروش شده‌اند.

## قیمت پایانی
قیمت پایانی یا بسته، آخرین قیمتی است که سهم در طی دوره زمانی، دادوستد داشته‌است. قیمت بسته بازگوکننده توافق عمومی تمامی افراد ذینفع  و شرکت کنندگان در بازار است و به ما نشان می‌دهد که معامله‌گران بر روی چه قیمتی برای پایان گرفتن معاملات به توافق رسیده‌اند.
قیمت بسته شدن سهم به سبب قابلیت دسترسی، اغلب بیشترین استفاده را در تحلیل‌ها دارد. رابطه بین قیمت باز و بسته برای اکثر کارشناسان معنی دار تلقی می‌شود. این روابط در نمودارهای میله‌ای و  نمودارهای شمعی بیشتر مورد استفاده قرار می‌گیرد.

## مثال
سهم شرکت الف در قیمت ۷۲۶۱ ریال با توافق عمومی همه افراد ذینفع برای نخستین معامله در یک روز مورد دادوستد قرار می‌گیرد و پس از آغاز شدن معاملات در قیمت ۷۲۶۱ ریال، قیمت سهم بر اثر عرضه و تقاضا نوسان می‌نماید، به طوری که در طول آن روز قیمت‌ها بالاترین سطح را در ۷۴۸۹ ریال و پایین‌ترین را در ۶۹۸۰ ریال به ثبت رسانده‌اند. در واقع سطح ۷۴۸۹ ریال بالاترین قیمتی بوده که خریداران حاضر به خرید شده‌اند و سطح ۶۹۸۰ ریال پایین‌ترین قیمتی بوده که فروشندگان تمایل به فروش سهم خود داشته‌اند. در پایان معاملات روز توافق عمومی معامله‌گران بازار قیمت ۷۱۰۲ ریال را به ثبت رسانده‌است.